# IPhone XS
L'iPhone XS és un telèfon intel·ligent de gamma alta, dissenyat, desenvolupat i comercialitzat per Apple. Va ser anunciat el 12 de setembre de 2018 i té com a principals característiques una pantalla de 5.8 polzades (147,3 mm); dimensions de 143,6 mm d'alt, 70,9 mm d'ample, 7,7 mm de gruix i un pes de 177 g; capacitats de 64 GB, 256 GB i 512 GB; processador A12 Bionic; càmera dual de 12 MP amb gran angular i teleobjectiu.